# Юйчи Ісен
Юйчи Ісен (кит.: 尉遲乙僧, д/н —після 700) — китайський художник часів династії Тан.

## Життєпис
Походив з ариктократичного роду. Син Юйчи Бажина, відомого художника. Від нього отримав перші уроки з малювання. У 630 або 632 року (коли держава Хотан стала васалом династії Тан) перебрався до Китаю. Тут долучився до розпису буддійських храмів, зокрема, ним було розписано храм Фен'енси, в одному з приміщень якого художник жив тривалий час. Працював за часів перших імператорів, починаючи з Тайцзуна.

## Творчість
Спеціалізувався на буддійській тематиці, як у стінних розписах, так і у сувоях. Давні тексти також повідомляють, що він чудово зображував квіти, які виглядали тривимірними, як на рельєфі (увігнутими та опуклими), а лінія на його картинах була сильною і пружною, «як залізний дріт». Художник мав в Китаї великий успіх, його часто порівнювали з Янь Лібенем, попри те, що тематика і стиль їх творів були зовсім різними. Творчість Юйчи мала великий вплив на наступного майстра У Дао-цзі.
Усі храмові розписи Ісена загинули разом із самими храмами під час гонінь на буддизм, що трапилися в середині IX століття. Також до наших днів не дійшло жодного автентичного сувою з його живописом. З різним ступенем впевненості йому приписуються кілька копій, зроблених пізніми художниками з його творів:
- «Сувій Беренсон» із зображенням танцюриста і танцівниці;
- зображення Шак'ямуні;
- зображення Локапали Вайшравани (буддійського божества, поклоніння якому було широко поширене в Хотане).